# 施泰德勒湖
48°02′08″N 9°15′17″E / 48.035680°N 9.254651°E
施泰德勒湖（德語：Steidlesee），是德國的湖泊，位於該國西南部，由巴登-符騰堡州負責管轄，處於錫格馬林根縣，面積0.25平方公里，海拔高度574米，平均水深4.3米，最大水深8.5米，水體容量107萬立方米。